# ファン・イグナシオ・サンチェス

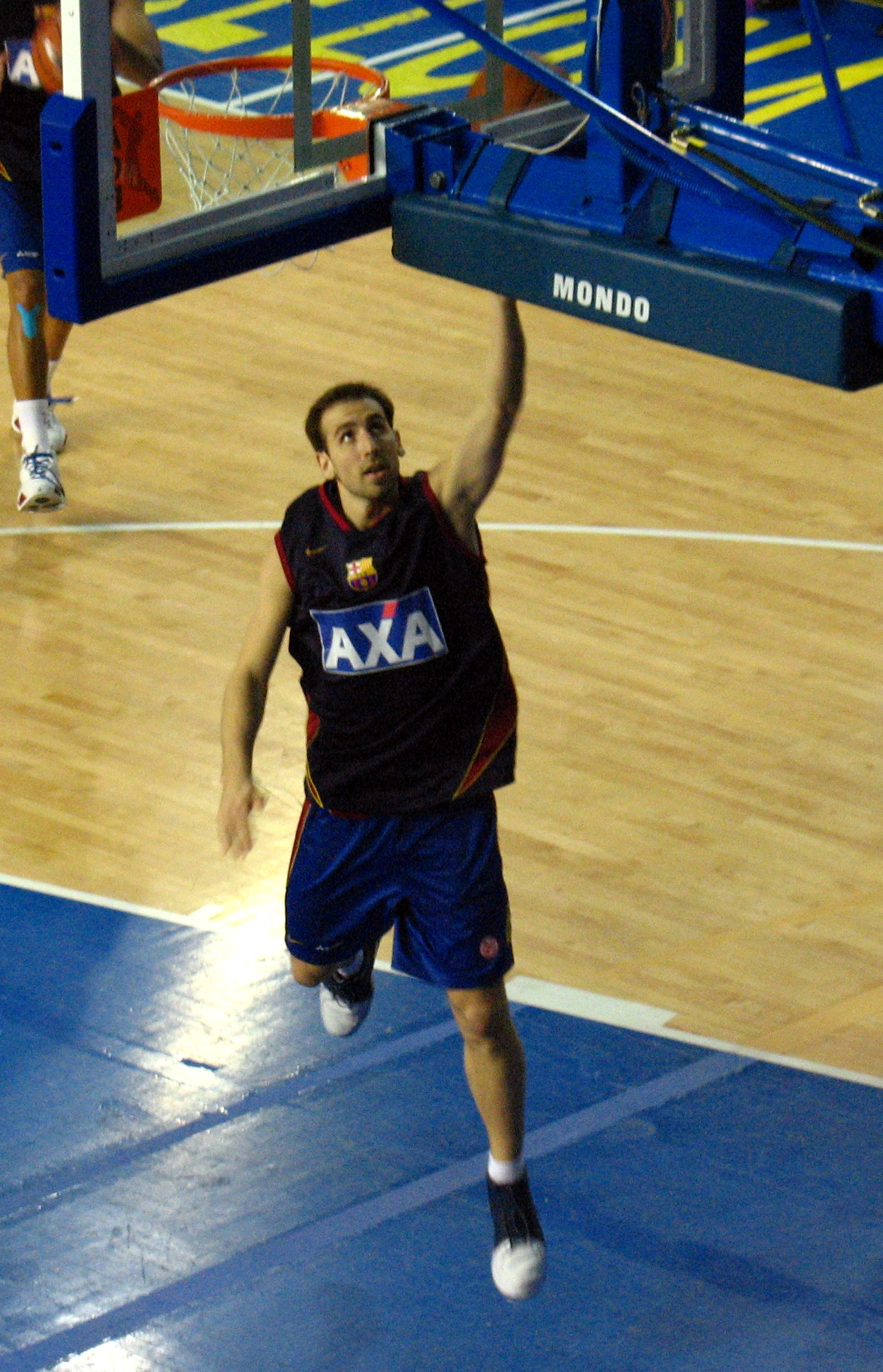
FCバルセロナ時代のサンチェス。2008年2月のユーロリーグはvsロトマティカ・ローマ戦の試合前のウォームアップの様子。

ペペ・サンチェス（Pepe Sánchez）ことファン・イグナシオ・サンチェス・ブラウン（Juan Ignacio Sánchez Brown、1977年5月8日 - ）は、ブエノスアイレス州バイアブランカ出身の元バスケットボール選手。愛称は「ペペ」。ポジションはポイントガード。

## 来歴
12歳でクラブユースに所属し、当時のチームメイトにマヌ・ジノビリがいる。
17歳でデポルティボ・ロカに移籍。地元のクラブでプレー後、テンプル大学に進む。サードチームに選ばれる活躍を見せる。

### NBA
2000年、NBAのフィラデルフィア・セブンティシクサーズにドラフト外で入団。24試合出場後、アトランタ・ホークスへ移籍。
シーズン後、ギリシャのパナシナイコスBCへ移籍。2001-02シーズンのユーロリーグ優勝の原動力となる。
2002年、デトロイト・ピストンズでNBA復帰。しかし出場9試合にとどまった。
2003年、ゴールデンステート・ウォリアーズのプレシーズンに参加。しかし開幕ロースター入りはならず。

### スペイン
その後、スペインLEBのアリカンテに入団。
2004年、リーガACBのウニカハ・マラガに移籍。2005/06シーズンのACB優勝に貢献する。
2007年、FCバルセロナへ移籍。
2008年、レアル・マドリードへ1年契約で移籍。

### アルゼンチン代表
アルゼンチン代表として1996年のユースパンアメリカン選手権に出場。
A代表には1998年に初選出され、1998・2002・2006年の世界選手権に出場。2002年には銀メダルを獲得。
また、アテネ五輪では金メダルを獲得した。